# Canavalia dictyota
Canavalia dictyota là một loài thực vật có hoa trong họ Đậu. Loài này được Piper miêu tả khoa học đầu tiên.